# Konzistence půdy
Konzistence půdy je fyzikální stav půdy vyjádřený poměrem soudržnosti a přilnavosti. Jedná se o stupeň poutání částic mezi sebou a jinými předměty. Tato vlastnost je důležitá v zemědělské praxi při orbě a pro agrotechniku jednotlivých plodin. Je ovlivněna obsahem půdních částic a půdní vody. Měří se u ní stupeň lepivosti, plasticity a pevnosti. 